# Katharine Rhoades

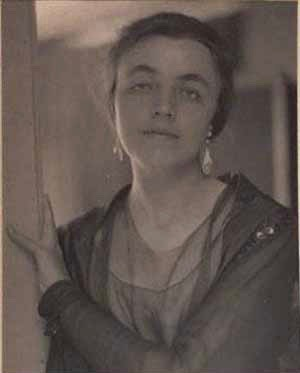
Katharine Rhoades, 1915, fotografiert von Alfred Stieglitz

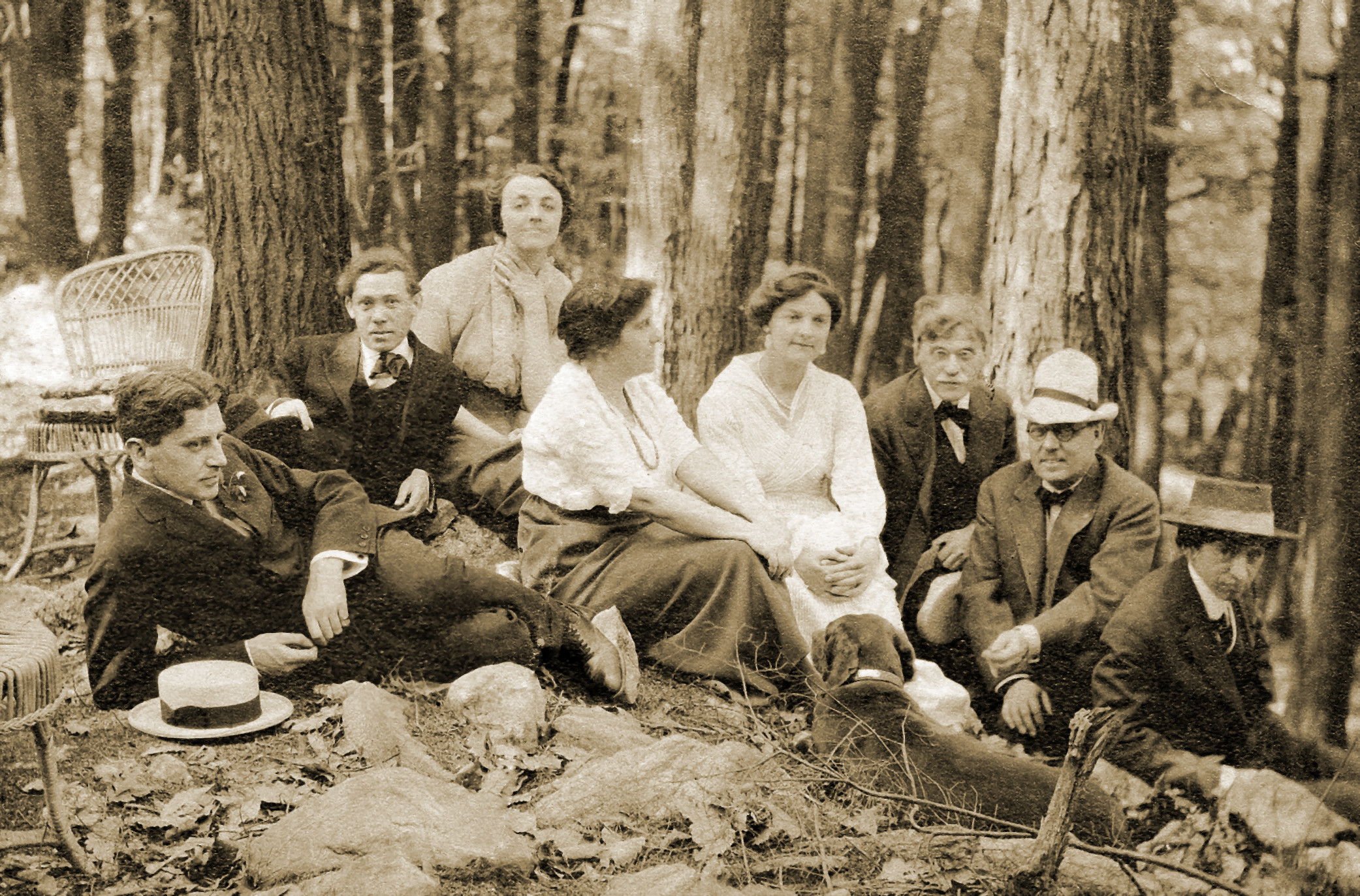
Künstlergruppe um Alfred Stieglitz am Mount Kisco 1912 (von links nach rechts): Paul Haviland, Abraham Walkowitz, Katharine Rhoades, Emmy Stieglitz, Agnes Meyer, Stieglitz, John Barrett Kerfoot und John Marin

Katharine Nash Rhoades (* 30. November 1885 in Springfield, Ohio; † 26. Oktober 1965 in New York City) war eine amerikanische Malerin, Dichterin, Illustratorin und  Feministin.

## Leben und Wirken
Katharine Nash Rhoades war die Tochter des Bankiers Lyman Rhoades (1847–1907) und Elizabeth Nash (1856–1919). Sie hatte mit Lyman und Stephen Nash Rhoades einen älteren und einen jüngeren Bruder.
Rhoades besuchte die Veltin School for Girls in Manhattan, wo sie Kunst bei Isabelle Dwight Sprague-Smith studierte. Als sie 19 Jahre alt war, nahm sie ersten privaten Kunstunterricht. Von 1908 reiste sie mit der Bildhauerin Malvina Hoffman und der Malerin Marion Beckett nach Paris und studierte dort bis 1910 Kunst.
1913 stellte Rhoades ihr Ölgemälde Talloires auf der New Yorker Armory Show aus, der Ausstellung für moderne Kunst und wurde somit einem größeren Publikum bekannt. Ihr Landschaftsbild erzielte einen Preis von 400 US-Dollar.
1911 kehrte sie nach New York zurück und lernte dort den einflussreichen Fotografen und Kunsthändler Alfred Stieglitz kennen, mit dem sie eine jahrelange, intensive Freundschaft pflegte. Insbesondere das Interesse am Unbewussten verband die beiden Künstler. Mit der Journalistin Agnes Ernst Meyer und der Malerin Marion Beckett wurde Rhoades als „die drei Grazien“ des Alfred-Stieglitz-Kunstkreises bekannt. Sie standen Modell für die Fotografien von Stieglitz und Edward Steichen sowie für die Zeichnungen und Gemälde von Marius de Zayas und Arthur Beecher Carles. Der amerikanische Maler Marsden Hartley beschreibt Rhodas und Beckett als both six feet, beautiful and always together („beide sechs Fuß groß, wunderschön und immer zusammen“).
1914 stellten Rhoades und Beckett moderne Kunst im National Arts Club am Gramercy Park aus. Im Jahr darauf gestalteten die Künstlerinnen eine gemeinsame Ausstellung in Stieglitz’ Galerie 291. Hier stellte Rhoades zum ersten Mal ihre Avantgardebilder aus, die eine Ähnlichkeit mit den Bildern von Henri Matisse und den Fauvisten aufwiesen. Rhoades verbrannte viele ihrer Gemälde, die vor den 1920er Jahren entstanden sind und Elemente des Kubismus beinhalteten. Ihre Werke verhalfen dem Dadaismus zu seinem Entstehen.
Rhoades schrieb Texte und Gedichte in dem vierteljährlich erschienen Fachmagazin Camera Work, das von Stieglitz von 1903 bis 1920 veröffentlicht wurde. Zudem arbeitete sie als Redakteurin bei der Kunst- und Literaturzeitschrift 291, die von 1915 bis 1916 in New York City erschien.
Rhoades, die ab 1913 Sekretärin von Charles Lang Freer gewesen war, wurde testamentarisch zur lebenslangen Treuhänderin der Freer Gallery of Art in Washington ernannt. Als weitere Kuratoren der 1923 eröffneten Galerie wurden Agnes und Eugene Meyer bestellt. Agnes und Eugene Meyer gaben ihrer Tochter Katharine Rhoades’ Vornamen, die später Philip Graham heiratete und Herausgeberin der Washington Post wurde. Rhoades war 1937 Mitbegründerin einer religiösen Bibliothek, die heute ein Teil der Ball duPont Bibliothek an der University of the South in Sewanee (Tennessee) ist.
Es wird vermutet, dass Rhoades eine Beziehung zu Stieglitz pflegte, allerdings wird auch nicht ausgeschlossen, dass es sich um ein einseitiges Interesse handelte, bevor er mit Georgia O’Keeffe eine Liebesbeziehung einging. Rhoades und Stieglitz blieben gute Freunde und sie wohnte mit anderen Mitgliedern seines Kreises in Stieglitz’ Sommerresidenz am Lake George (New York). O’Keeffe erzählte, dass sie Rhoades immer als „wunderbaren Menschen“ empfand, den sie immer geschätzt habe. Diese Wertschätzung beruhte auf Gegenseitigkeit.
Rhoades hatte ein Affaire mit Arthur Beecher Carles.
Sie starb am 26. Oktober 1965 und wurde neben ihren Eltern und weiteren Familienmitgliedern auf dem Hillside Burial Friedhof in Sharon (Connecticut) bestattet.